# Matejevszki Iván
Matejevszki Iván (Matejevszki Sztefanov Hrisztov Iván Kolev, Budapest, 1952. november 16. –) énekes.

## Élete
Bolgár szülők gyermeke, anyanyelvi szinten beszél bolgárul, nemzetiségi esten bolgár rockslágereket is adott elő eredeti nyelven. A Telepy utcai általános iskolában énekkaros volt, és szólót is énekelt. 1970-ben a Leövey Klára Gimnáziumban érettségizett. 1965 végén iskolazenekarban játszott. Nevük akkor még nem volt. A Pikk együttes alapító tagja, majd 1972-ben a Pannónia frontembere lett. 2012-óta a P. Mágnes nevű, blues-rock zenekar énekese.
Egy filmben látta Tommy Steele-t, akkor még tinisztár, gitározni. Az élmény hatására lett gitáros. Édesapja vett neki egy héthúros gitárt, majd Szörényi Levente volt, akit édesapja megkeresett, és a magántanára lett.
Első zenekarával kaptak egy siófoki ORI-szerződést. Divatbemutatókon léptek fel – a manökeneket kísérték, akik élő zenére vonultak a kifutón. Később ebből lett több hasonló zenélésük, az ország többi részén is, majd a balatoni ORI-műsor sztárjait kísérték 1970-ig, majd jött a Pannónia együttes.
Megszűnése után női szabó lett, idővel textil-, extraméretes ruha- és méteráru-boltokat kezdett üzemeltetni, amit fia vitt tovább, mivel 2012-ben, a hatvanadik születésnapját ünnepelve, Lukácsi Gáborral, a régi dobosukkal elhatározták, hogy ott folytatják, ahol annak idején a Pikk és a Pannónia együttesekkel abbahagytak. Negyvenévnyi kihagyás után kezdte újra a színpadi éneklést, 2012-ben alapította a P. Mágnes együttest, melynek neve a „Borat” című film egyik emlékezetes poénja alapján született.
2022. májusában Matejevszki Sztefanov Iván megkapta a Lőrincz Tibor énekes által alapított életműdíjat.
A zene mellett a főzés a másik szenvedélye. A Chili TV-be kapott meghívást, Bereznay Tamás műsorába, a “Kézzel Írott Receptek”-be, itt bolgár ételeket készítettek.  2021-ben a Séfek Séfe műsorban is szerepelt.